# Mai Guoqiang
Mai Guoqiang (né le 11 février 1962) est un athlète chinois, spécialiste du triple saut.

## Biographie
Il remporte la médaille d'or du triple saut lors des championnats d'Asie 1983, à Koweït. 

### Palmarès
| Date | Compétition         | Lieu   | Résultat | Épreuve     | Performance |
| ---- | ------------------- | ------ | -------- | ----------- | ----------- |
| 1983 | Championnats d'Asie | Koweït | 1er      | Triple saut | 16,25 m     |

### Records
| Épreuve     | Performance | Lieu     | Date              |
| ----------- | ----------- | -------- | ----------------- |
| Triple saut | 16,72 m     | Shanghai | 26 septembre 1983 |